# Saint-Pierre-de-Méaroz
Saint-Pierre-de-Méaroz är en kommun i departementet Isère i regionen Auvergne-Rhône-Alpes i sydöstra Frankrike. Kommunen ligger i kantonen Corps som tillhör arrondissementet Grenoble. År 2022 hade Saint-Pierre-de-Méaroz 105 invånare.

## Befolkningsutveckling
Antalet invånare i kommunen Saint-Pierre-de-Méaroz
Referens:INSEE